# Elektro-Lastenfahrrad

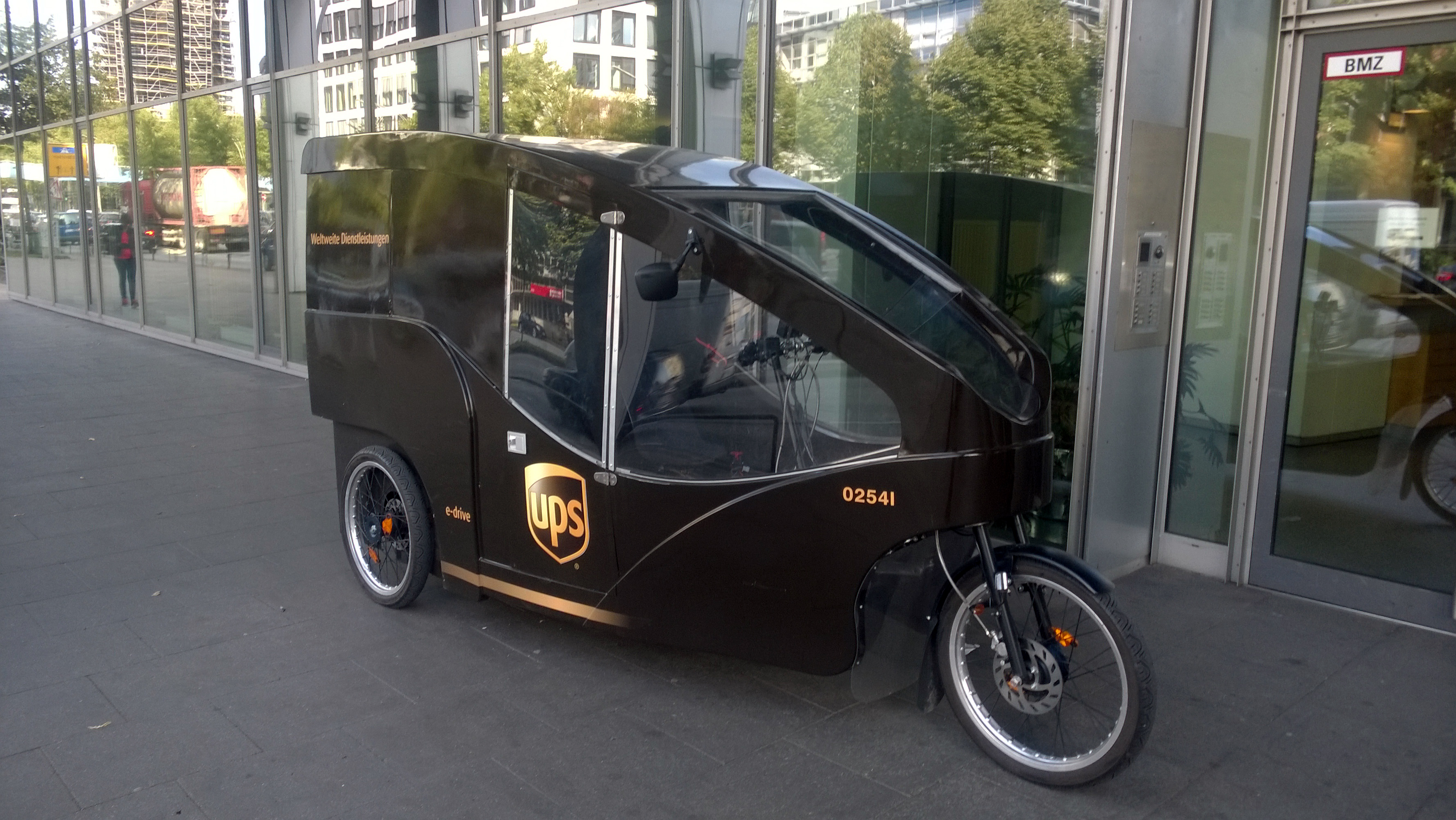
UPS-Lasten-Pedelec im Einsatz in der Stadt Hamburg

Elektro-Lastenfahrräder (auch E-Cargobikes oder Transport-Pedelecs) sind Lastenfahrräder, die mit Muskelkraft und unterstützendem Elektromotor bewegt werden (E-Bikes). Sie sollen neben dem Lasten- und Personentransport im privaten Bereich auch schrittweise den künftigen gewerblichen Lieferverkehr in Stadtzentren bewältigen. Sowohl ein- als auch mehrspurige Fahrzeuge können unter diesen Begriff fallen. Fahrzeuge für den gewerblichen Einsatz werden auch als Schwerlastfahrräder bezeichnet.

## Geschichte

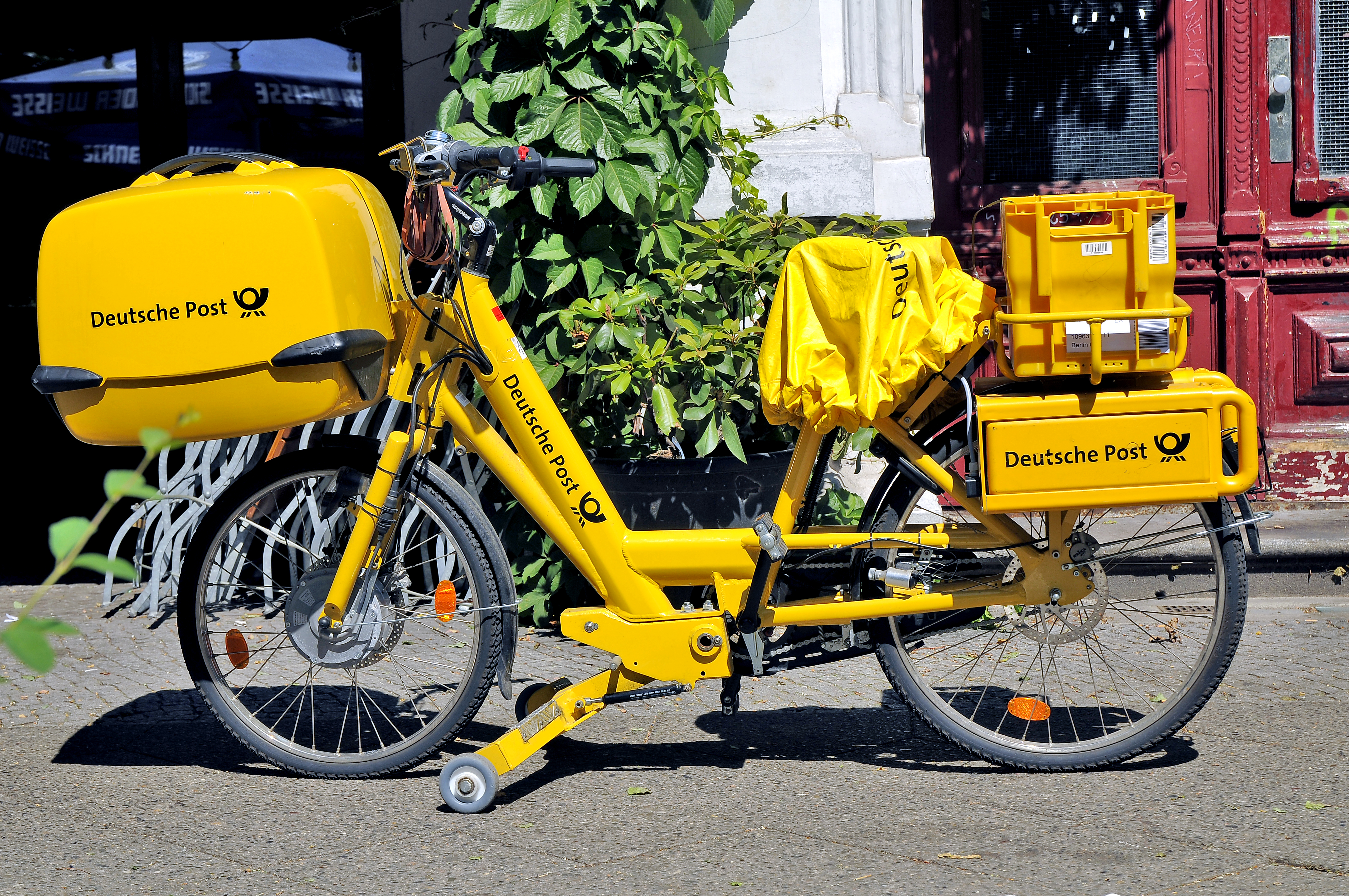
Postfahrrad mit Elektrounterstützung, 2012

Mit dem Aufkommen von praxistauglichen und leistungsfähigen Fahrrad-Elektroantrieben entstand der Gedanke, auch Lastenfahrräder mit Tretunterstützung auszustatten, da sie durch ihre höhere Masse schwerer zu bewegen sind als andere Fahrräder.
Frühe Lastenfahrräder mit elektrischer Unterstützung waren die Postlastenräder.
Im Land Berlin setzten die großen Lieferdienste wie DHL, DPD, GLS, Hermes und UPS im Jahr 2019 rund 90.000 meist dieselbetriebene Kleintransporter ein. Die Senatsverwaltung für Verkehr, insbesondere ihr Mitglied Julius Menge, unterstützt zur Reduzierung der Auto-Lieferfahrten die Unternehmen, die E-Lastenfahrräder entwickeln und eine passende Infrastruktur aufbauen. Im Sommer 2018 richtete der Senat in der Eberswalder Straße (Ortsteil Berlin-Prenzlauer Berg) testweise ein Mikro-Zwischenlager ein, von wo E-Cargobikes die Ware übernehmen und in einem Umkreis von rund drei Kilometern an den Adressaten bringen. Bis zum Sommer 2019 besorgten elf E-Lastenräder 160.000 Pakete, umgerechnet sind damit 28.000 Transporter-Kilometer oder rund 4140 Liter Dieselkraftstoff vermieden worden.
Auf Veranlassung des Deutschen Bundesamtes für Wirtschaft und Ausfuhrkontrolle wurde 2017 eine Verordnung verabschiedet, wonach Unternehmen auf Antrag Fördergelder für die Entwicklung und Produktion von motorkraftunterstützten Schwerlastenfahrrädern beantragen können.
Studien besagen, dass zukünftig rund 50 Prozent des Kleingüterverkehrs in europäischen Städten durch E-Cargobikes abgewickelt werden können. In Berlin waren im Jahr 2019 die Startups Citkar und ONOmotion sowie weitere kleine Firmen mit solchen Entwicklungen befasst.
Der Zweirad-Industrie-Verband teilte mit, dass in Deutschland im Jahr 2020 erstmals mehr als 100.000 Lastenräder verkauft wurden, von denen 78.000 mit einem Elektroantrieb ausgestattet waren; 2019 waren es 54.400 Elektro-Lastenfahrräder.

## Rechtliche Situation
Im zentraleuropäischen Raum gelten für Elektro-Lastenfahrräder üblicherweise die gleichen rechtlichen Regeln wie für Pedelecs. Eine Besonderheit sind in der Schweiz die Elektro-Rikschas, die dort eine eigene Fahrzeugklasse bilden.

## Entwickler und Anbieter (Auswahl)

### In Deutschland

#### Citkar Loadster
Das Startup Citkar wurde im Jahr 2017 von dem Bonner Kaufmann Jonas Kremer gegründet. Das Tretlastenrad Loadster mit Fahrerkabine und Elektromotorunterstützung kam bis zur Serienreife und gewannen mit den vorgestellten Prototypen Auszeichnungen wie den Best Mobility Award und den Green Procuct Award. Es handelt sich um ein vierrädriges Lastenrad für einen Fahrer, der in einer Kabine mit leicht heruntergezogenem Dach sitzt. Seitentüren sind nicht vorhanden. Über der Hinterachse ist ein Frachtcontainer montiert, in den sogar eine Europalette passt. Zum Starten tritt der Fahrer, nach dem Entriegeln mit einem Schlüssel, in die Pedale, um einen Strom-Impuls im Generator zu erzeugen. Es gibt keine mechanische Verbindung zwischen Tretkurbel und Antriebsachse. Die erreichbare Fahrgeschwindigkeit ist mit 25 km/h angegeben, die Reichweite einer Akkuladung mit 50 bis 60 Kilometer. Die Montage war mit den VfL-Werkstätten, einer Einrichtung für Menschen mit Beeinträchtigungen in Berlin-Neukölln, vertraglich vereinbart. Im ersten Produktionsjahr sind 200 Fahrzeuge vorgesehen, 20 Lieferverträge waren bis Herbst 2019 bereits unterschrieben.
Im Mai 2021 befanden sich bereits 30 Loadster auf Berlins Straßen, Zielgruppen sind Handwerker, Grünflächenämter, Online-Händler, E-Scooter-Verleiher und ähnliche Nutzer, die überwiegend im Kiez unterwegs sind. Der Verkaufspreis des Loadster beginnt bei 11.700 Euro, Konfigurationen nach Kundenwunsch sind möglich. Zudem können Interessenten das Fahrzeug auch für 500 Euro im Monat mieten. Neben dem Verkauf plante Citkar die Einrichtung von Mietpools in den 20 größten europäischen Städten und in den USA. Pro Pool sollten 200 Fahrzeuge bereitstehen.
Im Juni 2023 übernahm der Automobilzulieferer Mubea den E-Lastenrad-Hersteller und demnach firmiert Citkar zukünftig unter „Mubea U-Mobility“, der Mikromobilitätssparte von Mubea.

#### ONO
Onomotion in Berlin, im Jahr 2016 von Murat Günak (Autodesigner), Beres Seelbach (Betriebswirt) und Philipp Kahle (Fahrzeugtechniker) als Startup gegründet, hat 2018 den Prototyp eines dreirädrigen Transport-Pedelecs vorgestellt, der den Namen ONO Tretbox erhielt und mit einem Wechselaufbau-artigen Frachtcontainer mit zwei Kubikmeter Volumen ausgestattet ist. Zuerst wurden zwei Fahrzeuge bei Hermes und GLS getestet. In dieser Phase hatte auch schon die Firma Brillux mit ebendiesen Fahrzeugen ihre Malerbetriebe in Berlin beliefert. Citkar und Onomotion haben ihren Sitz im Ortsteil Berlin-Alt-Treptow (Bouchéstraße) in zwei alten Lagerhallen und bilden zusammen ein Motionlab.
Im Jahr 2018 gab VW seine Eigenentwicklung von motorunterstützten Cargobikes auf, die in ersten Praxistests nicht ausreichend überzeugt hatten. Das VW-Management gründete daraufhin mit Onomotion ein Joint Venture zur Weiterentwicklung des E-Cargobike-Konzepts samt der Lager-Infrastruktur. Das ONO-Konzept zielt auf ein Service-Paket mit Wartung und Akku-Management (sekundenschneller Tausch an festen Plätzen) für die neuen E-Transporter, die nicht nur gekauft, sondern auch geleast werden können (Monatsgebühr für ein Unternehmen rund 600 Euro). Daneben sollen weitere Kleinfahrzeuge auf dem Fahrgestell des ONO entstehen, wie Arbeitswagen für die BSR oder die Grünflächenämter der Bezirke, Leih-Transporter für Bau- und Möbelmärkte. Eine Erweiterung auf zwei Sitzplätze oder die Konstruktion eines Personenanhängers anstelle der Paketbox mit dem Einsatzziel Kurzstreckentaxi sind ebenfalls in Planung. Die ONO Tretbox als Basis für alle Anwendungsfälle ist ein dreirädriger, 3,40 m langer und 1,16 m breiter Transporter mit Tretkurbel und Elektromotorunterstützung, die maximal 25 km/h schnell fahren und führerscheinfrei genutzt werden kann. Eine wettergeschützte Kabine mit einer abnehmbaren oder nach hinten abklappbaren Transportbox, ausgelegt für rund 50 Pakete durchschnittlicher Größe und Gewicht, ist die Standardausrüstung. An Citydepots oder Cityhubs können die Boxen leer gegen neu befüllt getauscht werden, ähnlich den großen Containerterminals.

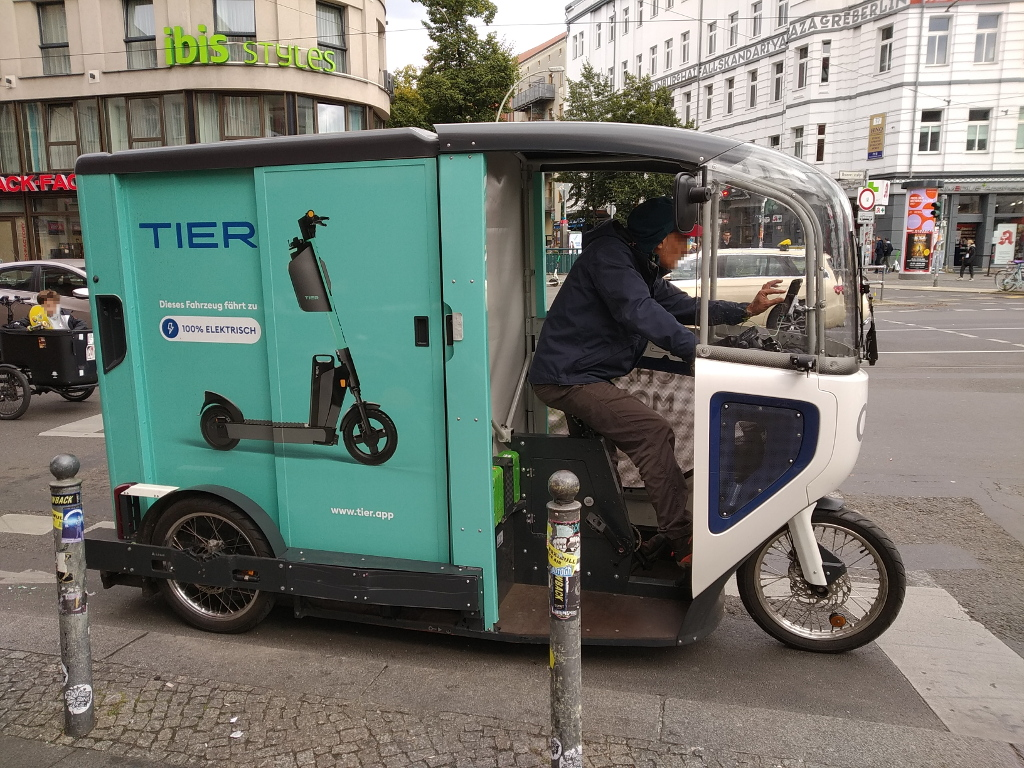
ONO e-cargo bike in Berlin 2021

In Deutschland ist ONO im Mai 2021 in den Städten Berlin, Leipzig, Hamburg und München präsent. Darüber hinaus sind weitere Standorte in anderen Ländern in Planung.
In Berlin findet seit Juni 2021 ein erster großangelegter Einsatz der Onos statt: die Lieferfirma Hermes hat 28 entsprechende E-Lastenräder und 14 kleine Elektrotransporter gechartert und dazu an drei Plätzen im Zentrum Mikrodepots eingerichtet. Damit wird ab sofort ein abgasfreier Paketauslieferungsdienst in den Berliner Ortsteilen Mitte, Prenzlauer Berg, Schöneberg, Kreuzberg sowie im Regierungsviertel und für ausgewählte Geschäftskunden und Paketshops durchgeführt. Der Hermes-Projektleiter hat ausrechnen lassen, dass mit diesem Feldversuch rund 220 Tonnen CO2 pro Jahr weniger ausgestoßen werden. Und eine Ausweitung auf das gesamte Berliner Gebiet wird angestrebt. (Lediglich die Lieferung der Pakete vom zentralen Verteilzentrum in Ketzin wird noch mit Dieseltransportern durchgeführt, die jedoch auch bald durch Elektrotransporter ersetzt werden sollen.) Das Konzept soll noch 2021 in einer zweiten deutschen Großstadt zum Einsatz kommen.
Am 27. September 2024 eröffnete das Amtsgericht Berlin-Charlottenburg ein Insolvenzverfahren über die Onomotion GmbH sowie die beiden Tochtergesellschaften Onomotion eCargobike GmbH (Berlin) und Onomotion Niedersachsen GmbH (Salzgitter).

#### Vowag

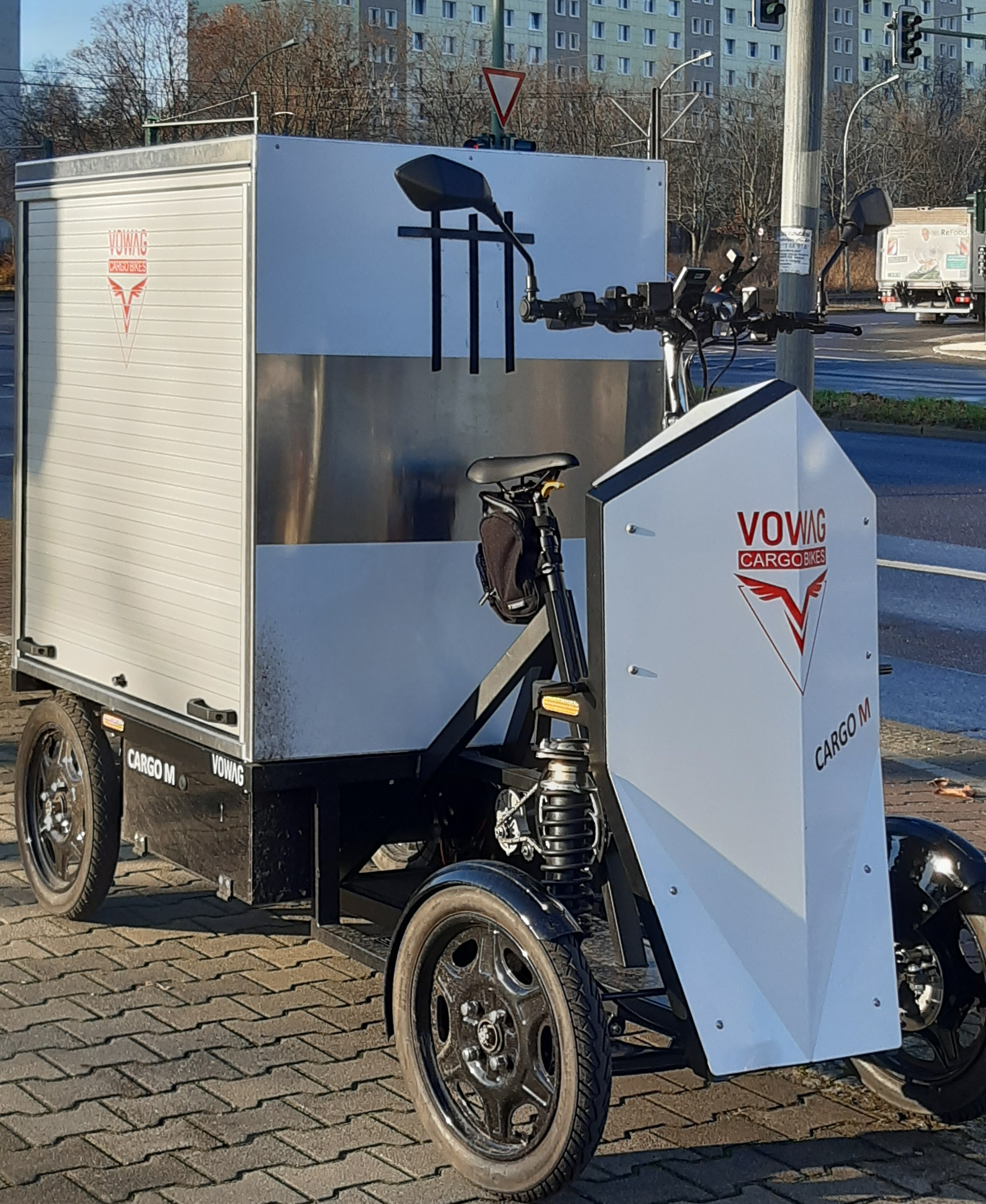
Vowag Cargo M an der Landsberger Allee, Dezember 2020

Das Plauener Unternehmen Vowag GmbH, im April 2020 als Schwester der Sächsischen Automobil Manufaktur (SAM) gegründet, stellt das Cargo M her, das auf einer festen Plattform mit Fahrersitz, Pedalantrieb und Elektromotor vielfältig kombinierbar ist. Es ist für eine Beladung samt Fahrer bis zu 500 kg und bis zu den Abmessungen einer Europalette ausgelegt. Auf der Grundplattform kann auch eine fahrbare Treppe (Der Steiger) montiert werden, welche den Handwerkern die Überkopfarbeit sehr erleichtert. Gleiches gilt für das dritte Produkt, den Räumer. Hier wird der vordere Lenker durch ein breites Schwenkgelenk wahlweise mit Bürste oder Schieber ersetzt, auf der Ladeplattform können starre oder kippbare Behälter für Sand, Salz, Schnee, Laub u. dgl. platziert werden. Je nach dem Akku-Typ, der Beladung, der Außentemperatur, dem Geländeprofil und/oder dem Fahrstil erreicht das Cargo M Reichweiten von 25 km bis 200 km. Erwähnenswert ist noch ein rein elektrischer Rückwärtsgang. Zielgruppen sind regionale Lieferanten, Dienstleister, Gartenfirmen, Handwerker. In der Exportvariante wird auch eine Sitzgruppe für vier Personen auf der Plattform angeboten.

### In den Niederlanden
- Urban Arrow: Die niederländische Manufaktur Urban Arrow aus Amsterdam stellt E-Cargobikes seit 2010 her und vertreibt diese in Dänemark und Deutschland.[15]
- Babboe: Ein- und mehrspurige Lastenfahrräder, mit oder ohne Elektroantrieb.

### In Österreich
Die vom Designer Paris Maderna gegründete Marke Maderna Cycle Systems stellt seit 2004 E-Cargobikes unter den Namen TRUCK und TRACTOR in Wien her.

### In den USA
Seit den 2010er Jahren setzt der US-amerikanische Paketdienst UPS auch eigenentwickelte Lastenräder mit E-Motorunterstützung unter der Bezeichnung UPS-Lastenbike ein: unter anderem in Hamburg (siehe Einleitungsbild) und in der Schweiz.

## Förderungen und Unterstützer (Auswahl)

### In Deutschland
Das Bundesamt für Wirtschaft und Ausfuhrkontrolle fördert gewerbliche Elektro-Lastenfahrräder im seit dem 1. März 2021 geltenden Programm Förderung von E-Lastenfahrrädern mit 25 % der Anschaffungskosten. Dieses Programm löst die bisherige, seit 2018 laufende Förderung von elektrisch angetriebenen Schwerlastfahrrädern im Rahmen der Kleinserien-Richtlinie ab.
Voraussetzung ist eine gewerbliche Nutzung des serienmäßig hergestellten und fabrikneuen Fahrzeugs, eine Nutzlast (definiert als zulässiges Gesamtgewicht minus Eigengewicht des Fahrzeugs) von mindestens 120 kg und eine über einen üblichen Gepäckträger hinausgehende Lastaufnahmefähigkeit sowie eine elektrische Tret-Unterstützung mit maximal 250 W Leistung bis zu einer Höchstgeschwindigkeit von 25 km/h. Förderfähig sind die Bauformen Long John, Trike (dreirädrig und Ladefläche vorne), Schwertransporter (drei-/vierrädrig, Ladefläche i. d. R. hinten), Longtail (Ladefläche hinten, nicht ausreichend: langer Gepäckträger) und E-unterstützter Lastanhänger. Nicht förderfähig sind einspurige Lieferbikes mit Anmutung und Fahrverhalten ähnlich dem normaler Fahrräder, auch wenn diese als Lastenräder angeboten werden und die notwendige Zuladung gestatten würden. Nicht gefördert werden ebenso Fahrzeuge zur Personenbeförderung oder solche, die als mobiler Verkaufsstand oder Werbe- bzw. Informationsstand aufgebaut sind. Des Weiteren werden in der Bundesrepublik von vielen kommunalen Gebietskörperschaften Förderungen und Kaufprämien für privat genutzte Lastenräder und E-Lastenfahrräder gewährt.
Große Automobilhersteller beteiligen sich und/oder unterstützen häufig junge Unternehmen aus dieser Branche.
Jan Fleischhauer kritisierte 2021, dass die öffentliche Förderung von elektrisch angetriebenen Lastenrädern Menschen mit niedrigem Einkommen nicht erreiche, da der Kaufpreis vergleichsweise hoch sei.
Im Wahlkampf zur Bundestagswahl 2021 forderten die Grünen einen staatlichen Zuschuss für den Kauf eines – auch lediglich privat genutzten – E-Lastenfahrrads von 1000 Euro. Der FDP-Vorsitzende Christian Lindner kritisierte die Forderung im Bundestag mit der Formulierung, die Grünen wollten aus ganz Deutschland ein „Bullerbü“ machen, „eine ländliche Dorfidylle mit subventioniertem Lastenfahrrad“. Die Forderung wurde nicht in den im November 2021 vorgestellten Koalitionsvertrag aufgenommen.

### In Österreich
Die Kommune Graz bietet Gewerbetreibenden Kaufprämien für E-Cargobikes. Auch in anderen größeren Städten des Landes stellen die Kommunen Kaufprämien für e-Cargobikes in Aussicht, beispielsweise seit 2017 auch die Stadt Wien.